# Granrudmoen
Granrudmoen är en tätort i Innlandet fylke i Norge. Orten ligger i Gudbrandsdalen, vid Europaväg 6, Dovrebanan och älven Gudbrandsdalslågen. Den utgör kommunens största tätort.
I nära anslutning till orten ligger skidanläggningen Hafjell.

## Bilder

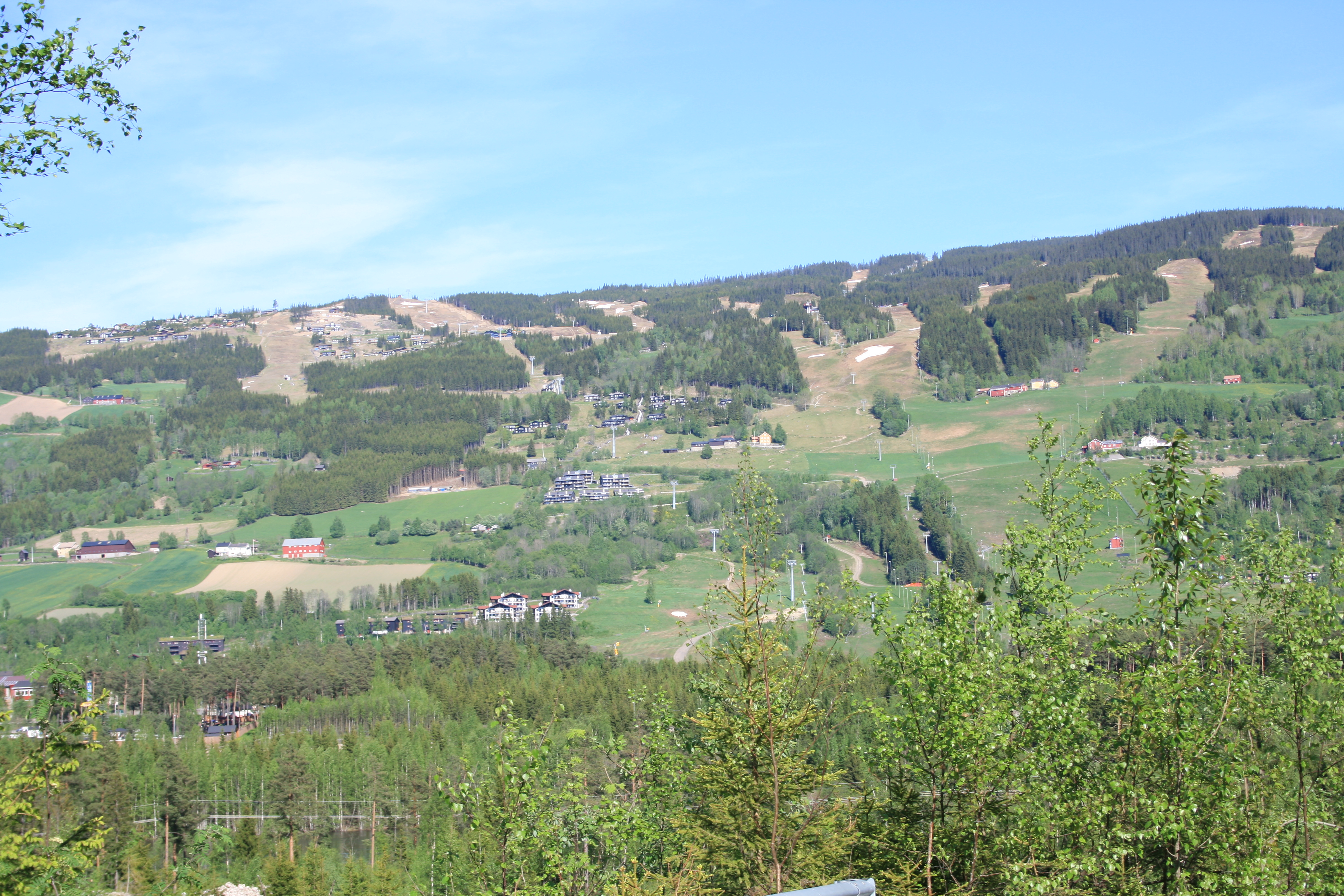
Hafjell
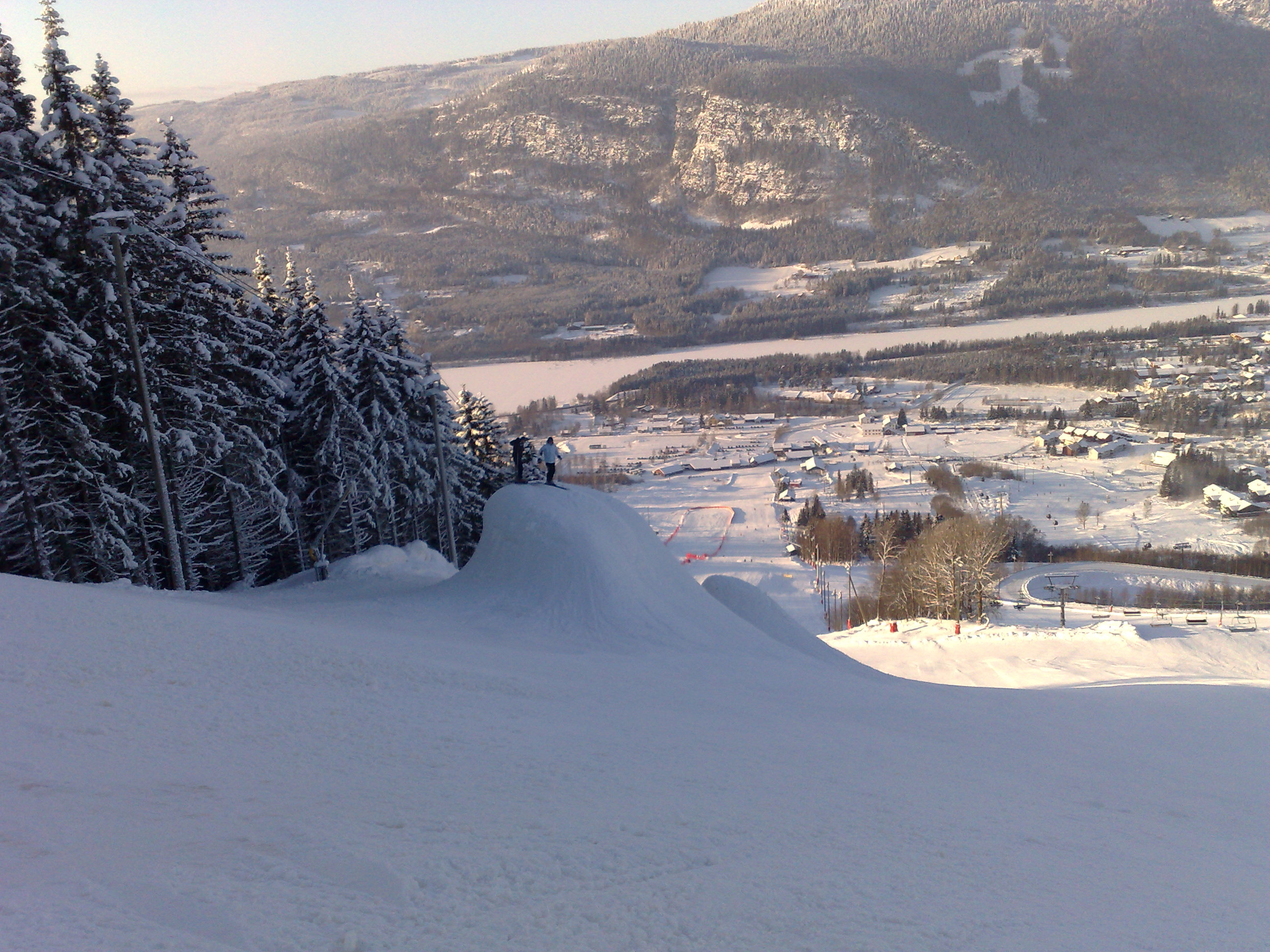
Granrudmoen sedd från en skidbacke i Hafjell.